# Nitro Records
Nitro Records é uma gravadora independente dos Estados Unidos, fundada em 1994 por Dexter Holland e Greg K., membros fundadores da banda The Offspring. Sua sede fica em Huntington Beach, Califórnia.

Em 2013, a Nitro foi adquirida pela Bicycle Music Company, que por sua vez foi adquirida em 2015 pela Concord Music.

## Artistas que já gravaram com a Nitro Records[4]
- 30 Foot Fall
- AFI
- The Aquabats
- A Wilhelm Scream
- Bodyjar
- Bullet Train to Vegas
- Crime in Stereo
- The Damned
- Divit
- Don't Look Down
- Enemy You
- Ensign
- Exene Cervenka and the Original Sinners
- Guttermouth
- Hit the Switch
- Jughead's Revenge
- The Letters Organize
- Lost City Angels
- Much The Same
- No Trigger
- The Offspring
- One Hit Wonder
- Rufio
- Sloppy Seconds
- Son of Sam
- TheStart
- Stavesacre
- T.S.O.L.
- The Turbo A.C.'s
- Up Syndrome
- The Vandals

## Compilações lançadas
- 1996 – Go Ahead Punk... Make My Day[5]
- 1998 – The Thought Remains the Same[6]
- 2001 – Punkzilla[7]